# Die Schattenträumerin
Die Schattenträumerin ist ein Jugendroman von Janine Wilk aus dem Jahr 2012. Er erzählt von einem Fluch, der vor vielen Jahrhunderten heraufbeschworen wurde und den ein Mädchen namens Francesca brechen muss. Die Geschichte spielt in Venedig und handelt von dem bevorstehenden Untergang dieser Stadt.

## Inhalt
Vor vielen Jahrhunderten wurde ein Fluch über Venedig ausgesprochen, der die Stadt untergehen lässt. Francesca aus Deutschland besucht ihre Familie im Palazzo in Venedig und trifft auf die Statue, den Arzt mit der spitzen Pestmaske, der zum Leben erwacht. Sie erfährt, dass sie ein Buch braucht, das sehr gefährlich ist. Denn wenn man es öffnet, kommt das „Böse“ heraus, aber mit Silber (z. B. Silberschmuck) kann es nicht aus dem Buch kommen. Die erwachte Statue will dieses Buch auch unbedingt haben, verfolgt und entführt Francesca. Er verfolgt sie sogar in ihren Träumen, eher Alpträumen … Letztendlich schafft sie es mit der Hilfe ihrer Großmutter und dem Buch, den Fluch aufzuheben, und zerstört das Buch und die Statue für immer.

## Rezeption
- Rezension im Feuilleton der FAZ[1]

## Das Buch
- Janine Wilk: Die Schattenträumerin, Planet Girl, Stuttgart / Wien 2012, ISBN 978-3-522-50270-2.
  - Hörbuch: Die Schattenträumerin: gekürzte Lesung vom Cathlen Gawlich (5 CDs, 339 Minuten), Lesefassung Anika Dürtler, Regie Katharina von Saarow. DAV, Berlin 2012, ISBN 978-3-86231-151-4.